# Мавроди, Сергей Анатольевич
Серге́й Анато́льевич Мавро́ди (англ. Sergey Mavrody) (род. 1965) — российский и американский автор, режиссёр, творческий директор, изобретатель и профессор русского и греческого происхождения.

## Биография
Мавроди переехал из Москвы в Соединённые Штаты в 1990 году. В 1996 году правительство Соединённых Штатов предоставило ему Genius-визу, а несколько лет спустя он получил американское гражданство. В 1990 году Мавроди получил звание магистра изящных искусств во Всесоюзном государственном институте кинематографии имени С. А. Герасимова (ВГИК). Учителями Мавроди были Иван Петрович Иванов-Вано (советский кинорежиссёр, известный как «патриарх из русской анимации») и Станислав Соколов (кинорежиссёр, лауреат премии Emmy).
Мавроди продолжил своё образование в Чикагском Институте Искусств, где он получил в 1992 году второе звание магистра изящных искусств в области дизайна и компьютерной анимации. Деятельность Мавроди связана с различными дисциплинами дизайна, в том числе с веб-дизайном, технологией HTML5, дизайном пользовательского интерфейса, визуальным дизайном, интерактивным дизайном, дизайном кино и анимации. Мавроди состоял профессором Чикагского Института Искусств и в университета DeVry.

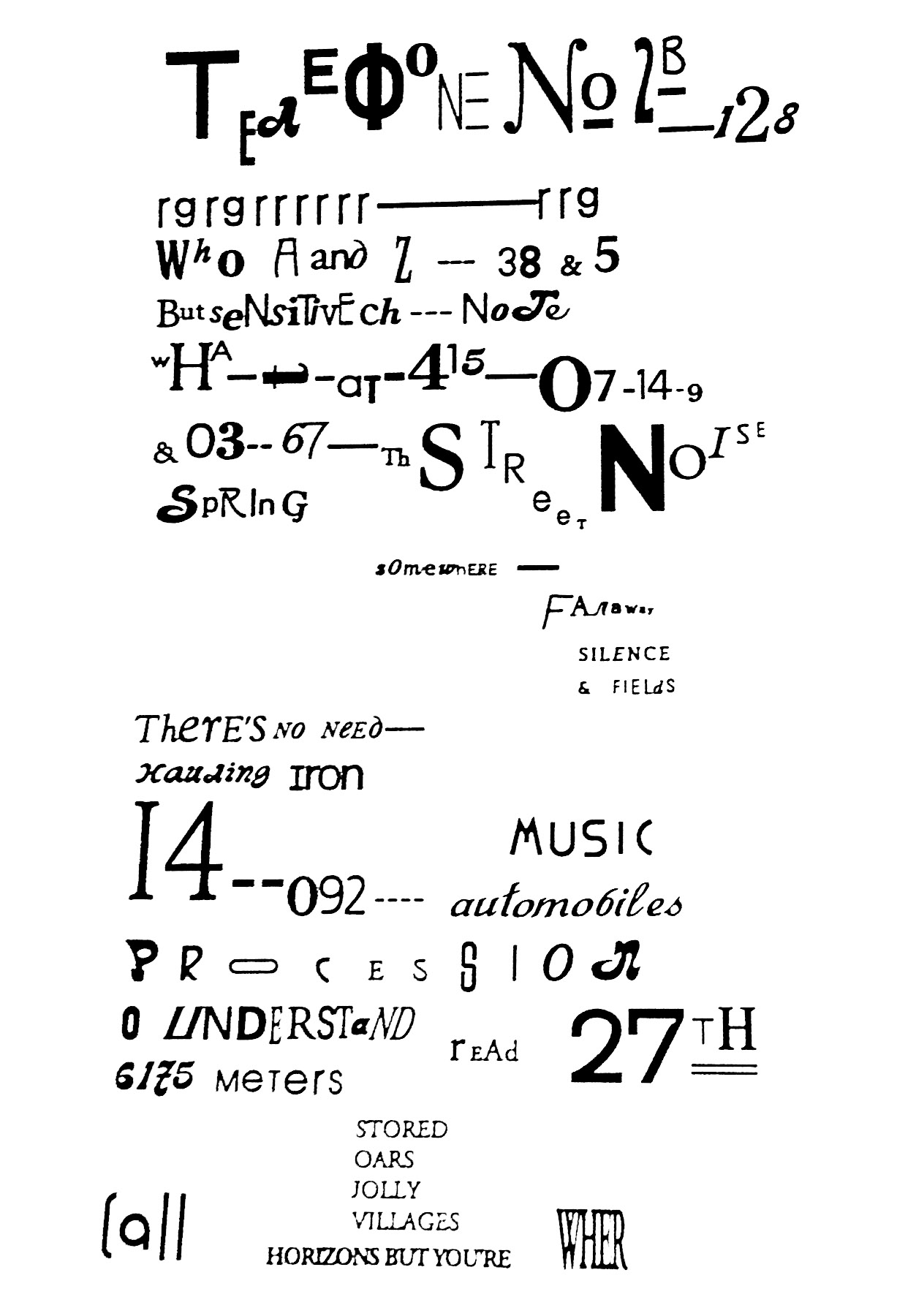
Визуальный перевод, поэма «Телефон» Василия Каменского, книга стихов «Танго с Коровами»

В 1992 году Мавроди сотрудничал с Эдуардом Кацом в создании визуального перевода с поэмы «Телефон» русского поэта-футуриста Василия Каменского. Поэма была частью книги стихов Каменского «Танго с Коровами», опубликованной в 1914 г. Этот визуальный перевод был опубликован университетом Париж 1 Пантеон Сорбонна в Париже.

## Книги и публикации
С 2012 года книги Мавроди на английском языке в мягкой обложке были опубликованы американскими издательствами Ingram Content Group, корпорацией Belisso и компанией Amazon в формате Kindle. Лицензия книги была также приобретена для китайского книжного рынка на китайском языке, после чего книга была опубликована китайской компанией Post and Communication Press. Лицензия на издание на корейском языке была приобретена южно-корейским издательством J-Pub. Материалы его книги по HTML5 используются в качестве одного из основных источников библиотеки Java компании IBM. Книга также занимает рейтинг среди лучших HTML5 книг согласно публикации сайта HTML5 Arena.

### Избранные книги на английском языке
- ART-RESEAUX, выпуск дю CERAP, Университет Париж 1 Пантеон Сорбонна, Франция. 1992 года. ISBN 2-9506594-0-3. Коллективная работа.
- Сергей Мавроди. Визуальные формы искусства: от традиционного до цифрового. 2007 года. ISBN 978-0-9833867-5-9.
- Sergey’s HTML5 и CSS3 Quick Reference: Black & White Edition. 2010 года. ISBN 0-615-43891-1.
- Sergey’s HTML5 и CSS3 Quick Reference: Color Edition. 2011 года. ISBN 0-615-43321-9.
- Sergey’s HTML5 и CSS3 Quick Reference (2-е издание). 2012 года. ISBN 0-9833867-2-2.
- Sergey’s HTML5 и CSS3: HTML5, CSS3 и API. (3rd Edition). 2013 года. ISBN 0-9833867-4-9.
- Международный Киноальманах Авторского Кино 2016 года. ISBN 978-1532947582.

### Книги и издания на русском языке
- «Художественное образование в Америке», Автор Сергей Мавроди. Путь к Экрану, периодическое издание Госкино. 1990, Москва.
- «Справочник по HTML5 и CSS3 (3-е издание)». Автор Сергей Мавроди. 2013 года, Ст. Петербург.
- «Современное искусство в России 2006—2012». Автор Юлия Гельман. Предисловие Сергея Мавроди. 2013, Москва. ISBN 978-0983386797
- «Современное искусство в России 2000—2005». Автор Юлия Гельман. Предисловие Сергея Мавроди. 2013, Москва. ISBN 978-0983386766

### Книги на других языках
- Корейский язык: HTML5 и CSS3 Quick Reference (2-е издание). 2013 года, J-Pub Publishing, Сеул, Корея. ISBN 9788994506463.
- Китайский язык: HTML5 и CSS3 Quick Reference (2-е издание). 2013 года, Post and Communication Press, Пекин, Китай. ISBN 978-7-115-32114-5.
- Финский язык: HTML5 приложения. Pyry Lehdonvirta, Jukka K. Korpela, RPS Group. Финляндия, 2013 ISBN 9789525001174 . Инфографика Сергея Мавроди

## Художник кино и режиссёр
В 1988 году Мавроди работал художником-постановщиком на совместном советско-американском музыкальном фильме Мост, который получил широкую огласку в прессе и многочисленные награды, включая премию Американской Телевизионной Академии, известную как премия College Emmy. Мавроди был также предметом соответствующего документального фильма 1990 «Преодоление разрыва», который был озвучен известным Американским радио и телеведущим Кейси Касемом.
В 1990 году Мавроди выполнял роль продюсера и режиссёра анимационного фильма Опасная Планета, который получил почётную награду на международном фестивале в Северной Каролине. Фильм был также показан на американском телеканале WTTW и по Первому каналу российского телевидения 31 августа 1991 года. Фильм Опасная Планета занял 3-е место в Чикагском кино и видео фестивале Moving Image. Фильм рассказывает историю об инопланетянине, который прибывает на Землю, но остаётся трагически незамеченным, напоминая нам, что самое ценное и долгожданное событие в человеческой истории может оказаться печальным и прозаическим инцидентом. Звуковой ряд следующего анимационного фильма Мавроди Пастораль был создан в сотрудничестве с компанией Music Disques Dreyfus и включал произведение Жана Мишеля Жарра «L 'Оркестр Sous La Pluie» («Оркестр под Дождём») из альбома Концерт в Китае (Les Concerts En Chine).
Мавроди состоял членом правления АСИФА на Среднем Западе и главой анимационного жюри на Чикагском Кинофестивале. Сергей Мавроди является основателем и президентом чикагского кинофестиваля авторского кино Блоу-Ап .

### Фильмография
| Год  | Название фильма                | Жанр                                     | Роль                             | Избранные призы и кинофестивали |
| ---- | ------------------------------ | ---------------------------------------- | -------------------------------- | --- |
| 1988 | Мост                           | музыкальный                              | Художник-постановщик             | - College Emmy Award, LA. 1988 |
| 1989 | Мария, Мирабела в Транзистории | live action, animation, fantasy, musical | Ассистент художника-постановщика | - Prize at the International Film Festival, Giffone, Italy. 1989                                                                           |
| 1990 | Преодоление пропасти           | документальный                           | сам                              | - CINE Eagle Award, Washington, D.C., 1990                                                                                                 |
| 1991 | Опасная Планета                | анимация, фэнтези                        | Режиссёр                         | - Honorable Mention in Animation. N. Carolina International Festival, 1991 - The 3rd Place, Chicago Moving Image Film/Video Festival, 1991 |
| 2007 | Луна в Хэллоуин                | видео                                    | Художник-постановщик             | |
| 2009 | Пастораль                      | анимация                                 | Режиссёр                         | - 7th Matsalu nature Film Festival, 2009, Финалист, Таллин                                                                                 |
| 2009 | Ever Ever On                   | видео                                    | Сценарист                        | |
| 2010 | Первый Контакт                 | анимация                                 | Режиссёр                         | |
| 2013 | Этот Город                     | документальный                           | Продюсер                         | |
| 2017 | All Things Beautiful           | триллер                                  | Продюсер                         | - Номинация — Queens Film Festival |
| 2017 | Darkside Stories               | триллер                                  | Продюсер                         | - Номинация Queens Spirit Award — Spotlight Horror Film Awards                                                                             |
| 2017 | The 'What If' Factor           | драма                                    | Продюсер                         | |

## Изобретения
Сергей Мавроди опубликовал свои изобретения в Ведомстве по патентам и товарным знакам США. Оба патента из области мобильных технологий.